# Umka
Umka (en serbe cyrillique : Умка) est une ville de Serbie située dans la municipalité de Čukarica et sur le territoire de la ville de Belgrade. Au recensement de 2011, elle comptait 5 103 habitants.

## Géographie

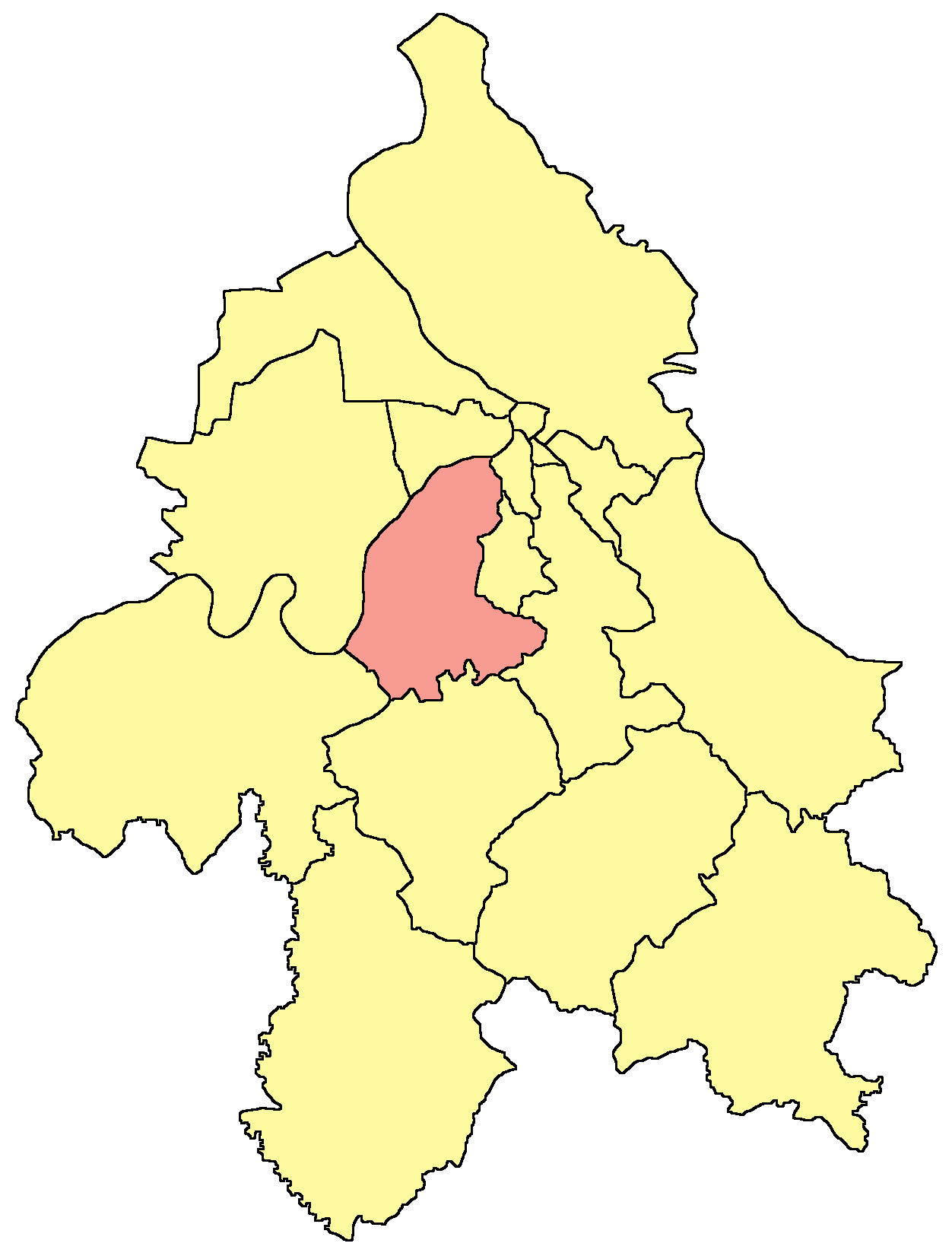
Localisation de la municipalité de Čukarica dans le district de Belgrade

Umka est située à 22 km au sud-ouest de Belgrade, sur la rive droite de la Save. La ville se trouve au carrefour de l'autoroute Belgrade-Obrenovac et de routes qui la relient à l'Ibarska magistrala (en serbe : Ибарска магистрала et Ibarska magistrala).
Sur le plan géologique, la rive droite de la Save constitue une zone propice aux glissements de terrain, ce qui cause souvent des dommages aux habitations et à la route.

## Histoire
Jusqu'en 1960, Umka formait une municipalité séparée, qui, par la suite, a été partagée entre les municipalités de Čukarica et de Barajevo (villages de Meljak et Vranić).

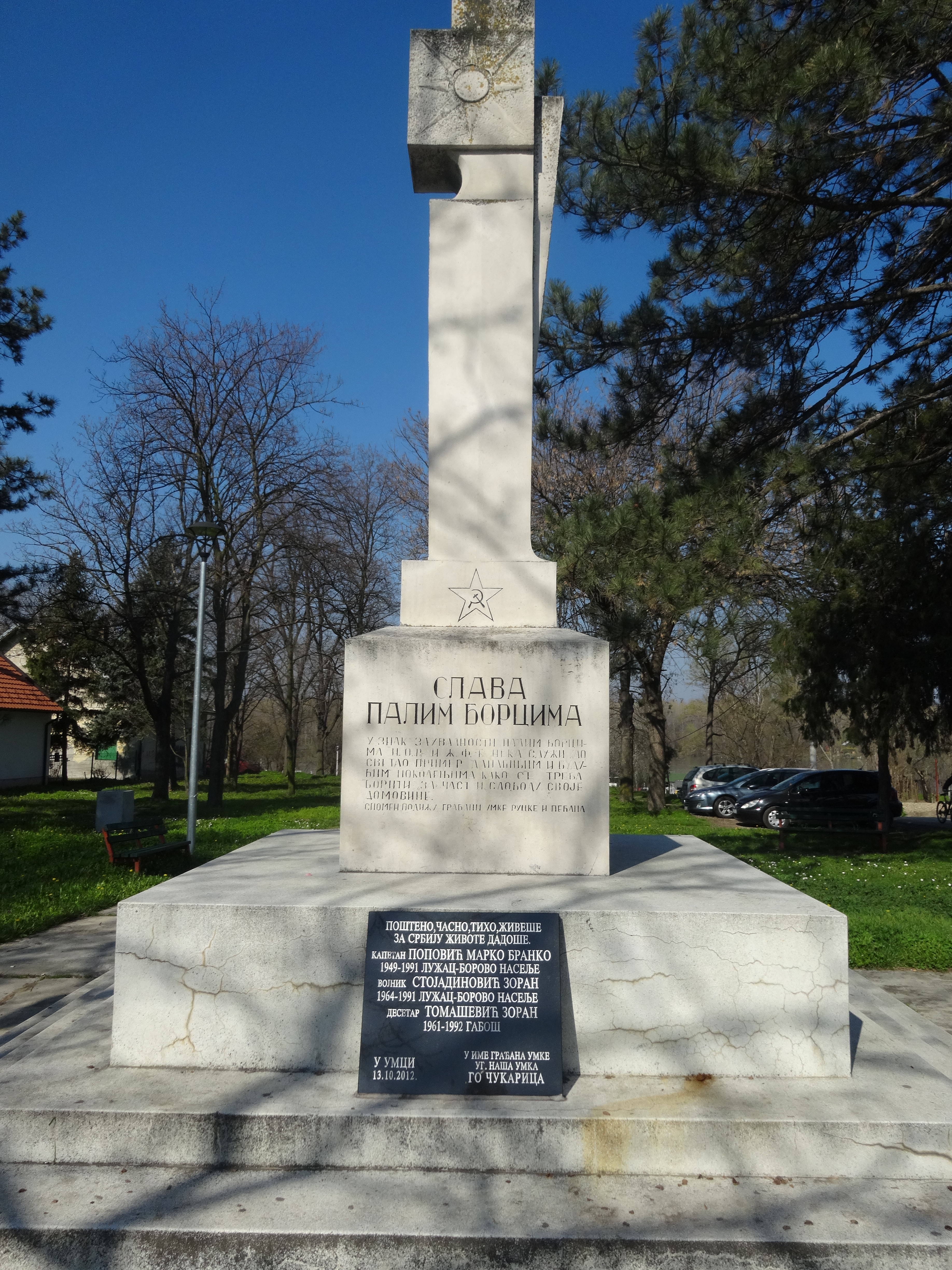
Monument aux morts de la Seconde Guerre mondiale

## Démographie

### Évolution historique de la population
| 1948  | 1953  | 1961  | 1971  | 1981  | 1991  | 2002  | 2011  |
| ----- | ----- | ----- | ----- | ----- | ----- | ----- | ----- |
| 2 058 | 2 368 | 3 731 | 5 393 | 5 618 | 5 005 | 5 292 | 5 103 |

|  |

## Économie
Dans l'ex-Yougoslavie, Umka était réputée pour deux usines : Zelengora, qui produisait des textiles, et en particulier des tricots et les maillots de bain Speedo, et l'usine de carton Umka. Ces deux usines ont subi les aléas de toutes les autres entreprises serbes pendant l'effondrement économique des années 1990. Umka possède également une ferme expérimentale.